# Hildegard Wais
Hildegard Wais (* 30. Januar 1909 in Ornding; † 2. März 1986 in Pöchlarn) war eine österreichische Lyrikerin.

## Leben
Hildegard Wais, geborene Reinwein, wurde 1909 in Ornding als Tochter eines Oberlehrers geboren. Sie heiratete Karl Wais, der zu dieser Zeit Oberschulrat war und später Hauptschuldirektor wurde.
Während der Zeit des Nationalsozialismus begrüßte Wais 1938 freudig den ‚Anschluss‘ Österreichs 1938 an das Deutsche Reich: Sie beteiligte sich mit einem Beitrag an dem vom Bund deutscher Schriftsteller Österreichs (BdSÖ) herausgegebenen Bekenntnisbuch österreichischer Dichter. Dennoch wurde Wais die Aufnahme in den BdSÖ verweigert: In einer diesbezüglichen Stellungnahme der NSDAP wurde sie als „klerikal“ und „streng religiös“ bezeichnet und daher als „unzuverlässig“ eingestuft.
In der Nachkriegszeit veröffentlichte sie in dem der rechtsextremen Verlagsgesellschaft Berg angehörenden Türmer-Verlag und publizierte jahrelang in dem der Neuen Rechten zuzuordnenden Eckartboten. Im Jahre 1960 erhielt sie vom rechtsextremen Deutschen Kulturwerk Europäischen Geistes als Auszeichnung für Lyrik den „Ehrenring“. Hildegard Wais dichtete anfangs hauptsächlich auf Hochdeutsch und später Dialektlyrik.
Gemeinsam haben sich Hildegard Wais und ihr Ehemann lange Zeit in Pöchlarn in kulturellem Sinne verdient gemacht. 1989 wurde posthum aus Anlass ihres 80. Geburtstages von der Stadtgemeinde eine Gedenktafel an ihrem Wohnhaus angebracht.

## Veröffentlichungen
- Weinberg im Morgen, Krystall-Verlag, Wien, 1937.
- Amsel des Herzens, Türmer-Verlag, München, 1961.
- Nächtliche Fahrt, Kisler Verlag, Wien 1973.
- Acker voll Ächern: Gedichte in niederösterreichischer Mundart, Verlag Welsermühl, 1974.